# Wang Xiaoyan (Eisschnellläuferin)
Wang Xiaoyan (chinesisch 王晓燕; * 31. Juli 1969) ist eine ehemalige chinesische Eisschnellläuferin.
Wang nahm von 1986 bis 1991 an internationalen Wettbewerben teil und belegte bei den Olympischen Winterspielen 1988 in Calgary den 16. Platz über 5000 m. Zudem wurde sie bei den Winter-Asienspielen 1990 in Sapporo Neunte über 1500 m und Sechste über 3000 m. Letztmals international startete sie bei der Winter-Universiade 1991 in Sapporo, wobei sie den 16. Platz über 1500 m, den 15. Platz über 3000 m und den 13. Platz über 5000 m errang.

## Persönliche Bestleistungen
| Disziplin | Zeit        | Datum            | Ort       |
| --------- | ----------- | ---------------- | --------- |
| 500 m     | 42,71 s     | 11. April 1993   | Peking    |
| 1000 m    | 1:29,27 min | 22. März 1988    | Changchun |
| 1500 m    | 2:13,67 min | 7. Dezember 1990 | Harbin    |
| 3000 m    | 4:41,71 min | 6. Dezember 1990 | Harbin    |
| 5000 m    | 7:46,30 min | 13. Februar 1988 | Calgary   |